# Christine Terraillon
Christine, Gabrielle, Irène Terraillon, née le 16 septembre 1943 à Soleure et morte le 27 septembre 2023 à Briançon, est une skieuse alpine française spécialisée dans la discipline de vitesse, la descente. Elle prend part aux Jeux olympiques 1964 prenant notamment une 8e place en descente. Elle est mariée au skieur Louis Jauffret.

## Palmarès

### Jeux olympiques
| Épreuve / Édition | Descente | Slalom géant | Slalom |
| ----------------- | -------- | ------------ | ------ |
| JO 1964 Innsbruck | 8e       | —            | —      |

### Championnats du monde
| Épreuve / Édition      | Descente | Slalom géant | Slalom | Combiné |
| ---------------------- | -------- | ------------ | ------ | ------- |
| JO 1964 Innsbruck      | 8e       | —            | —      | —       |
| Mondiaux 1966 Portillo | 17e      | —            | —      | —       |